# Christoph Scholtissek
Christoph Scholtissek (* 25. Dezember 1929 in Dortmund) ist ein deutscher Biochemiker und Virologe. Er ist besonders für seine grundlegenden Arbeiten und Entdeckungen zu tierischen und menschlichen Influenzaviren bekannt.

## Leben
Christoph Scholtissek studierte Chemie an der Universität Mainz und begann – nach verschiedenen wissenschaftlichen Stationen an der Universität Heidelberg, Madison und Universität Neapel – seine virologischen Forschungen am Max-Planck-Institut für Virusforschung in Tübingen bei Werner Schäfer, dem Nestor der damaligen Virologie in Deutschland. Hier beschäftigte er sich mit der Vermehrung und Biochemie des Erregers der Klassischen Geflügelpest, den aviären Influenzaviren. 1964 folgte er seinem Tübinger Kollegen Rudolf Rott als C3-Professor für Biochemie und Virologie an das Institut für Virologie nach Gießen, wo er bis zu seiner Pensionierung 1995 arbeitete. Als Emeritus forschte er weiter an seinem Gebiet, war Gastprofessor an der Abteilung Virologie und Molekulare Biologie am St. Jude Children’s Research Hospital in Memphis und publiziert weiterhin zu Influenzaviren.

## Forschungen
Er wies unter anderem nach, dass das Genom von Influenzaviren segmentiert ist und dies den Viren die hohe genetische Variabilität bei neuen Pandemien verleiht. Die epidemiologische Bedeutung des Hausschweins bei der Mischung humaner, porciner und aviärer Influenzavirus-Stämme zu neu arrangierten Viren wurde maßgeblich von ihm als Erstem erkannt. Auf Scholtissek geht die Bezeichnung mixing vessel (Mischgefäß) für diese Sonderstellung des Schweins in der Epidemiologie und Genetik der Influenzaviren zurück. Es gelang ihm als Erstem, Temperatur-sensitive Mutationen zur Untersuchung der Funktion von Virusproteinen bei Influenzaviren zu etablieren, und er beschrieb die Bedeutung der Phosphorylierung des Nukleoproteins während der Virusvermehrung. Schon seit den 1960er Jahren beschäftigte er sich mit spezifischen Inhibitoren der Virusreplikation, die bei der Behandlung einer Influenza eingesetzt werden könnten. Über 200 Publikationen in wissenschaftlichen Journalen spiegeln seinen Einfluss auf die moderne Virologie des 20. Jahrhunderts wider.

## Auszeichnungen
- Dr. Fritz-Merck-Preis 1967
- Preis der Deutschen Gesellschaft für Hygiene und Mikrobiologie 1981
- Loeffler-Frosch-Medaille der Gesellschaft für Virologie 2009